# Leader of Men
Leader of Men è il primo singolo di successo del gruppo musicale canadese Nickelback, estratto dall'album The State (2000). Nell'edizione statunitense, pubblicata nel 2001, è stato inserito anche il video musicale di Leader of Men. Una versione acustica e dal vivo del brano è stata inserita nel singolo successivo Old Enough.

## Tracce
1. Leader of Men – 3:31
2. Leader of Men (acoustic) – 3:48
3. Just Four – 3:54